# Czaszka kinetyczna
Czaszka kinetyczna – czaszka, w której kości nie są połączone poprzez zrośnięcie, ale powiązane są luźno, za pomocą stawów i więzadeł. Charakterystycznym przykładem takiej budowy jest czaszka węży, w której połączenie szczęk jest ruchome (kość kwadratowa), kości podniebienia rozsuwają się, a żuchwa składa się z dwóch części powiązanych więzadłem. Czaszka kinetyczna może być otwierana bardzo szeroko i umożliwia połykanie wielkich porcji pokarmu.